# 佐藤正宏
佐藤 正宏（さとう まさひろ、1958年12月3日 - ）は、日本の俳優、劇団WAHAHA本舗前座長。山形県出身。身長171cm、血液型はO型。

## 来歴・人物
劇団東京ヴォードヴィルショーを経て、1984年に喰始・久本雅美・柴田理恵らとWAHAHA本舗を設立。舞台や映画・テレビ・ラジオ・CMなど幅広く活躍する。
かってWAHAHA本舗に在籍していた村松利史と平成モンド兄弟というユニットを組んでいた。佐藤は「マクベス佐藤」、村松は「ハムレット村松」と名乗っていた。
特撮作品への出演もよくあり、フジテレビで放送された『どきんちょ!ネムリン』では、セミレギュラーで「寝不足怪人イビキ」役で登場し、大分後になるが映画『学校の怪談』でインフェルノという怪物へ変貌するクマヒゲ先生の幽霊役がインパクトが強く『モスラ2海底の大決戦』登場時（再び教師役、通称「毛ダコ」）には、クマヒゲ先生の再登場に気づいた観客の子供も多かった。
既婚者（妻は1976年生まれ）であり『タモリ倶楽部』で新婚生活を紹介された。その妻との結婚式は上野の東天紅で行ったが、費用を限りなく抑えたこともあり、立食式でかつ貧弱な料理であった。
かつては髭を自身のトレードマークとしていたが、現在は髭を剃り落としている。
2009年に「任期25年」の座長の座を全うし、大久保ノブオが後任の座長となった。

## 出演

### テレビドラマ
- 東映不思議コメディーシリーズ（フジテレビ）
  - どきんちょ!ネムリン（1984年 - 1985年） - 寝不足怪人イビキ 役
  - 勝手に!カミタマン 第37話「年に一度の片思い」（1985年） - 来栖王子（サンタクロース） 役
  - もりもりぼっくん 第19話「忍術使い児雷也参上!」（1986年）- 児雷也 役
  - 美少女仮面ポワトリン 第5話「犯罪者ドクター・ブー」（1990年） - ドクター・ブー 役
  - 有言実行三姉妹シュシュトリアン 第33話「妖怪･米ツキバッタ!」（1993年） - 米ツキバッタ 役
- スーパー戦隊シリーズ（テレビ朝日）
  - 忍者戦隊カクレンジャー 第46話「新春まんが地獄」（1995年） - 狸親父、ムジナの声 役
  - 超力戦隊オーレンジャー 第24話「笑う懐かし男!!」（1995年） - バラカッカ 役
- 土曜ワイド劇場（テレビ朝日）
  - 江戸ッ子探偵殺人案内（1997年）
  - 法医学教室の事件ファイル（2014年） - 平塚 役
- 金曜エンタテイメント（フジテレビ）
  - ツインズな探偵（1997年 - 2003年） - 安藤部長刑事 役
  - お局探偵亜木子&みどりの旅情事件帳（2000年）
  - 女マネージャー金子かおる 哀しみの事件簿1（2002年） - 不動産屋 役
- はぐれ刑事純情派 第10シリーズ 第1話（1997年4月2日、テレビ朝日） - 秋本 役
- ビーロボカブタック 第33話「完熟!! 赤い審判魂」（1997年） - 吉祥寺龍之介 役
- 松本清張特別企画・顔（1999年）
- QUIZ（2000年） - 島津起一郎 役
- 編集王（2000年）
- 幻のペンフレンド2001（2001年）
- ドレミソラ（2002年）
- 地獄の花嫁4（2003年、フジテレビ） - 室田弁護士 役
- 連続テレビ小説（NHK）
  - 天花（2004年）
  - らんまん（2023年） - 池田屋 役
- 見当たり捜査25時（2004年、TBS）
- 多摩南署たたき上げ刑事・近松丙吉5（2005年、テレビ東京） - 島忠男 役
- ウルトラマンマックス 第18話「アカルイセカイ」（2005年） - シャマー星人 役
- 生物彗星WoO 第3話「ヒーロー?誕生」（2006年） - ナナ 役
- 仮面ライダー電王 第29話「ラッキー・ホラー・ショー」（2007年） - 下山 役
- トミカヒーロー レスキューフォース 第18話「新人それとも大先輩? R5登場」・第19話「総司令の心配 突貫する石黒隊長」（2008年） - 店主 役
- キッパリ!!（2008年） - 小山田太一 役
- 篤姫（2008年） - 松平康英 役
- Cafe吉祥寺で（2008年） - 史造 役
- ふたつのスピカ（2009年）
- 月曜ゴールデン・おふくろ先生の診療日記（2010年）
- Dr.伊良部一郎 第5話（2011年）
- ブルータスの心臓（2011年） - 河田 役
- 終戦記念ドラマスペシャル・この世界の片隅に（2011年）
- 土曜ドラマスペシャル・家で死ぬということ（2012年2月25日、NHK名古屋放送局） - 岩田太朗 役
- 孤独のグルメ Season1 第9話（2012年2月29日、テレビ東京） - 吉原 役
- バッケンレコードを超えて（2013年1月27日、北海道文化放送） - 神足稔 役
- お助け屋☆陣八 第9話（2013年3月7日、読売テレビ） - 本間 役
- 隠蔽捜査 第10話（2014年3月17日、TBS） - 倉持勲 役
- リバースエッジ 大川端探偵社 第10話（2014年6月21日、テレビ東京） - 赤木 役
- 相棒 season13 第5話「最期の告白」（2014年11月12日、テレビ朝日） - 滝沢勝二 役
- 三匹のおっさん 第3シリーズ（2017年） - 葛西伸幸 役
- 初恋の悪魔（2022年） - 間庭信彦 役

### 映画
- 学校の怪談（1995年） - クマヒゲ 役
- 爆走!ムーンエンジェル-北へ（1996年）
- モスラ2 海底の大決戦（1997年） - 糸満達三 役[2]
- そして天使は歌う　ぼ・ぼ・僕らは正義の味方（1997年、喰始監督） - 七福マン 役[3]
- たそがれ清兵衛（2002年） - 坂口 役
- 僕と彼女の×××（2005年） - 桃井萬造 役
- 釣りバカ日誌18 ハマちゃんスーさん瀬戸の約束（2007年） - 大内隆裕 役
- これでいいのだ!!映画★赤塚不二夫（2011年） - ゲイバー『狸御殿』のママ 役
- 大地の詩 -留岡幸助物語-（2011年）
- 案山子とラケット 〜亜季と珠子の夏休み〜（2014年） - 松丘修造 役
- いきなり先生になったボクが彼女に恋をした（2016年）

Vシネマ
- ミナミの帝王54 賠償金の行方 ラーメン屋 石橋隆一 (2005)

### ゲーム
- バーチャルホラー 呪われた館 (1994年)

### バラエティ
- バリキン7 賢者の戦略
- タモリのボキャブラ天国（1992年 - 1993年） - VTRに多く出演
- EXテレビ - 特集が組まれた回があった
- TVチャンピオン - リポーター
- 所的蛇足講座（1998年 - 2000年）
- ワンダフル東北「ここに技あり」（2006年 - 2011年）
- クラシックミステリー 名曲探偵アマデウス（2008年）
- 昼ドキ!TV やまがたチョイす（2014年 - 、さくらんぼテレビ） - 週替わりレギュラー

### 舞台
- 髑髏城の七人〜アカドクロ（2004年） - 狸穴二郎衛門 役
- レ・ミゼラブル（2005年） - テナルディエ 役
- ダンス・オブ・ヴァンパイア（2006年） - シャガール 役
- 吉本百年物語 わらわし隊、大陸を行く（2012年） - 武田軍曹 役
- ABC座2016 株式会社応援屋!!〜OH&YEAH!!〜（2016年）
- ヒーロー（2025年公演予定） - アル・バトウスキー 役[4]

### ラジオ
- 佐藤正宏と花の東京応援団!（TBSラジオ）

### その他
- ギニーピッグ4 ピーターの悪魔の女医さん（1986年、サイ・エンタープライズ） - 体内腐乱病 役
- UFO仮面ヤキソバン 怒りのあげ玉ボンバー（1994年） - 紙芝居のおじさん 役
- ビデオでわかる空間図形 魔界からの挑戦状（進研ゼミ1997年1月号）